# Hans Dehning
Hans Dehning (* 27. Dezember 1889 in Stellingen; † 1961 in Karlsruhe) war ein deutscher Fußballspieler. Später war er von 1937 bis 1945 Leiter der Personalabteilung der Oberfinanzdirektion Karlsruhe.

## Karriere (Fußball)
Dehning hatte schon als Schüler beim 1. Kieler FV begonnen und gehörte, nach einem Aufenthalt an der Universität in Leipzig, dem FC Holstein Kiel an, für den er von Ende 1909 bis 1913 in den Meisterschaften des Norddeutschen Fußball-Verbandes im Bezirk Kiel Punktspiele bestritt und in diesem Zeitraum auch alle Bezirksmeisterschaften gewann. Zudem für die Endrunden um die Norddeutsche Meisterschaft qualifiziert, gewann er mit seiner Mannschaft am 10. April 1910 in Hamburg das Finale gegen Werder Bremen mit 7:1 Toren, ebenso wie am 23. April 1911 das erneut in Hamburg ausgetragene Finale gegen Eintracht Braunschweig mit 6:1 Toren und das am 21. April 1912 an gleicher Stätte gegen den gleichen Gegner mit 3:2 gewonnene Finale.
Mit den damit verbundenen Teilnahmen an den Endrunden um die Deutsche Meisterschaft gelang 1910 erstmals der Einzug in das Finale, das am 15. Mai in Köln erst in der Verlängerung durch das Strafstoßtor von Max Breunig in der 114. Minute mit 0:1 gegen den Karlsruher FV verloren wurde. Ein Wiedersehen mit dem Karlsruher FV gab es am 26. Mai 1912 in Hamburg im erneuten Finale, das diesmal – mit dem in der 52. Minute durch Ernst Möller verwandelten Strafstoß – von Holstein Kiel gewonnen wurde. Mit seinem Verein als Titelverteidiger erneut in der Endrunde um die Deutsche Meisterschaft vertreten, kam Dehning einzig am 27. April 1913 in Essen bei der 1:2-Halbfinalniederlage gegen den Duisburger SpV zum Einsatz.

## Erfolge
- Deutscher Meister 1912
- Norddeutscher Meister 1910, 1911, 1912
- Bezirksmeister Kiel 1910, 1911, 1912, 1913

## Karriere (als politischer Beamter)
Als Dr. Hans Dehning avancierte der Akademiker „nach Fußball-Karriere und Studium, das er mit der Promotion zum Dr. jur. abschloss“. 1920 im Bezirk des Landesfinanzamtes Schleswig-Holstein zum Gerichtsassessor. Er trat zum 1. Mai 1932 in die NSDAP ein (Mitgliedsnummer 1.116.782), war 1933 Mitglied der SA und im Stadtverordneten Fraktion im Kreis Schleswig. Später wurde er unter anderem zum Zweiten Bürgermeister in Altona unter dem Ersten Bürgermeister Emil Brix. 1943 zum Finanzpräsident und Regierungsdirektor und zu einer der „interessantesten Figuren der badischen Finanzverwaltung“. Die dortigen „Tätigkeiten Dehnings gerieten nach 1945 ins Zwielicht“.
Dehning wurde in der Entnazifizierung zunächst als „Belasteter“ eingestuft. Durch hartnäckige Einsprüche, verunglimpfen der Belastungszeugen, Briefe an Politiker und durch seine Anwälte wurde er im August 1951 als „Minderbelasteter“ eingestuft. Anfang der 50er Jahre erhielt er durch die OFD Freiburg seine Zulassung als Steuerberater, diese wurde ihm in Karlsruhe verwehrt, später arbeitete Dehning, der nicht mehr in den Finanzdienst zurückkehren konnte, für die „Vereinigung für loyale Restitution e.V.“ in Baden-Baden, einer Interessenvereinigung von „Rückerstattungspflichtigen, die im 'Dritten Reich' unter meist sehr unloyalen Umständen jüdisches Eigentum erworben hatten“ (Zwangsenteignung).